# 大前千代子
大前 千代子（おおまえ ちよこ、1956年1月2日 - ）は、広島県出身の障害者スポーツ選手で、アーネムパラリンピック金メダリスト（アーチェリー）および同大会銅メダリスト（陸上競技）。このほか、パラリンピックには車いすテニスでアトランタ、シドニー、アテネ、北京の4大会に連続出場、うちアテネ大会で日本女子では最高となる女子ダブルス4位の成績をおさめた。

## 人物
呉市に生まれる。1歳半でポリオを発症、下半身麻痺となった。幼少期に両親とともに大阪へ転居、養護学校から佛教大学へ進学、社会福祉を学びながら肢体不自由児のボランティアにいそしんだ。
大学卒業後に大阪市長居障害者スポーツセンターでアーチェリーに出会う。1980年、アーネムパラリンピックのアーチェリー（女子ダブルFITAラウンド・ノービス対麻痺者）で金メダル、陸上競技（女子スラローム4）で銅メダルを獲得した。
結婚、出産、育児を経て31歳で車いすテニスに転向し、1994年、飯塚国際車いすテニス大会で優勝。1996年のアトランタパラリンピック、2000年のシドニーパラリンピックの女子シングルスおよび女子ダブルスに出場した。
車いすテニスにおけるパラリンピック自己最高順位は、八筬美恵と組んで出場した2004年のアテネパラリンピックにおける女子ダブルス4位であり、これは日本女子の最高順位ともなっている。国際テニス連盟（ITF）車いすテニスランキング上位選手のみが出場できるNEC車いすテニスマスターズには1998年、2001年-2003年に、全豪オープンクラシックエイトにも2002年-2004年にそれぞれ出場した。大阪車いすテニス協会会長、日本車いすテニス協会副会長を務める。

## 主要大会獲得タイトル

### 女子シングルス
- JWTAマスターズ
  - 2001

## 註
1. ↑  International Paralympic Committee. “Arnhem 1980 Paralympic Games: Archery: Women's Double FITA Round Novice paraplegic” (英語). 2008年11月23日閲覧。
2. ↑  International Paralympic Committee. “Arnhem 1980 Paralympic Games: Athletics: Women's Slalom 4” (英語). 2008年11月23日閲覧。
3. ↑  International Paralympic Committee. “Atlanta 1996 Paralympic Games: Wheelchair Tennis: Women's Singles” (英語). 2008年11月23日閲覧。
4. ↑  パートナーは北本佳苗。International Paralympic Committee. “Atlanta 1996 Paralympic Games: Wheelchair Tennis: Women's Doubles” (英語). 2008年11月23日閲覧。
5. ↑  International Paralympic Committee. “Sydney 2000 Paralympic Games: Wheelchair Tennis: Women's Singles” (英語). 2008年11月23日閲覧。
6. ↑  パートナーは川島徳江。International Paralympic Committee. “Sydney 2000 Paralympic Games: Wheelchair Tennis: Women's Doubles” (英語). 2008年11月23日閲覧。
7. ↑  International Paralympic Committee. “Athens 2004 Paralympic Games: Wheelchair Tennis: Women's Singles” (英語). 2008年11月23日閲覧。
8. ↑  パートナーは八筬美恵。International Paralympic Committee. “Athens 2004 Paralympic Games: Wheelchair Tennis: Women's Doubles” (英語). 2008年11月23日閲覧。
9. ↑  International Paralympic Committee. “Beijing 2008 Paralympic Games: Wheelchair Tennis: Women's Singles” (英語). 2008年11月23日閲覧。
10. ↑  パートナーは堂森佳南子。International Paralympic Committee. “Beijing 2008 Paralympic Games: Wheelchair Tennis: Women's Doubles” (英語). 2008年11月23日閲覧。